# Setsuko Klossowska de Rola
 (août 2022).
La mise en forme du texte ne suit pas les recommandations de Wikipédia : il faut le « wikifier ».
Les points d'amélioration suivants sont les cas les plus fréquents :
- Les titres sont pré-formatés par le logiciel. Ils ne sont ni en capitales, ni en gras.
- Le texte ne doit pas être écrit en capitales (les noms de famille non plus), ni en gras, ni en italique, ni en « petit »…
- Le gras n'est utilisé que pour surligner le titre de l'article dans l'introduction, une seule fois.
- L'italique est rarement utilisé : mots en langue étrangère, titres d'œuvres, noms de bateaux, etc.
- Les citations ne sont pas en italique mais en corps de texte normal. Elles sont entourées par des guillemets français : « et ».
- Les listes à puces sont à éviter, des paragraphes rédigés étant largement préférés. Les tableaux sont à réserver à la présentation de données structurées (résultats, etc.).
- Les appels de note de bas de page (petits chiffres en exposant, introduits par l'outil «  Source ») sont à placer entre la fin de phrase et le point final[comme ça].
- Les liens internes (vers d'autres articles de Wikipédia) sont à choisir avec parcimonie. Créez des liens vers des articles approfondissant le sujet. Les termes génériques sans rapport avec le sujet sont à éviter, ainsi que les répétitions de liens vers un même terme.
- Les liens externes sont à placer uniquement dans une section « Liens externes », à la fin de l'article. Ces liens sont à choisir avec parcimonie suivant les règles définies. Si un lien sert de source à l'article, son insertion dans le texte est à faire par les notes de bas de page.
- La présentation des références doit suivre les conventions bibliographiques. Il est recommandé d'utiliser les modèles {{Ouvrage}}, {{Chapitre}}, {{Article}}, {{Lien web}} et/ou {{Bibliographie}}. Le mode d'édition visuel peut mettre en forme automatiquement les références.
- Insérer une infobox (cadre d'informations à droite) n'est pas obligatoire pour parachever la mise en page.

Pour une aide détaillée, merci de consulter Aide:Wikification.
Si vous pensez que ces points ont été résolus, vous pouvez retirer ce bandeau et améliorer la mise en forme d'un autre article.
 (août 2022).

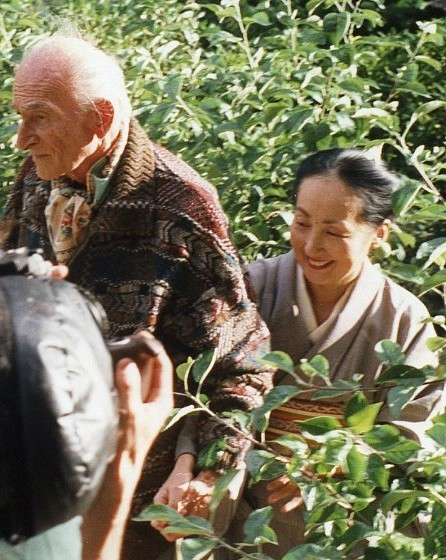
Balthus et sa femme Setsuko filmés dans leur jardin du Grand Chalet en Suisse.

Setsuko Klossowska de Rola (née Setsuko Ideta le 8 mars 1942) est une peintre, écrivaine et céramiste. Elle vit en Suisse.
Depuis 2005, Setsuko est nommé artiste de l'Unesco pour la paix.

## Biographie
Setsuko Ideta est diplômée du lycée Morimura Gakuen de Tokyo en 1961 et entre ensuite au département de langue française de l'université Sophia à Tokyo. Passionnée par la langue et la culture françaises, elle a vingt ans lorsqu'elle rencontre le peintre  Balthasar Kłossowski de Rola dit Balthus, de 34 ans son aîné, qui visitait le Japon pour la première fois en 1962. Balthus est alors directeur de l'Académie de France à Rome, à la villa Médicis, où il a été nommé en 1961 par André Malraux et Setsuko l'y rejoint. Ils entament une liaison et elle pose pour le peintre, mais Balthus est marié, séparé et  en couple depuis dix ans avec Frédérique Tison, sa nièce par alliance. Pendant cinq ans, ils partagent leur temps entre Rome et une grosse bâtisse médiévale le Castello di Montecalvello près de Viterbe. Setsuko ne peut devenir sa seconde épouse qu'en 1967 après le divorce du peintre. Le mariage est célébré à Tokyo le 3 octobre 1967.
En 1973, elle donne naissance à leur fille Harumi Klossowska de Rola. En 1977, Setsuko et Balthus quittent la villa Médicis et Balthus achète le Grand Chalet de Rossinière, en Suisse, une demeure du XVIIIe siècle, ancienne pension de famille. Ils partagent d'abord leur temps entre Montecalvello et Rossinière, puis s'y installent définitivement. Balthus s'y fait aménager un atelier et y décède en 2001. Setsuko continue d'y habiter après la mort du peintre avec sa fille Harumi, se consacrant à son art. Elle est Présidente Honoraire de la Fondation Balthus. Son époux ayant pris le titre de comte Klossowski de Rola lorsqu'il s'était établi au château de Chassy, en Bourgogne en 1953. Setsuko Ideta se fait appeler comtesse Setsuko Klossowska de Rola.
L'art de Setsuko a été exposé, entre autres, à Rome, New York, Paris, Londres et Tokyo. En 2002, elle a été marraine culturelle du congrès de Venise. Elle collabore avec le céramiste français Astier de Villatte, pour créer ses œuvres. Ses œuvres font partie de collections renommées comme le Metropolitan Museum of Art de New York.

## Expositions personnelles
- 2022 : Into the trees II, Gagosian Gallery, Rome [8]
- 2021 : Regards de Setsuko, Musée national du Château de Malmaison, Rueil Malmaison